# Wales Passage
De Wales Passage is een zeestraat in het westen van Brits-Columbia in Canada.

## Geografie
De zeestraat heeft een lengte van ongeveer acht kilometer en is 340 tot 1200 meter breed. Het ligt tussen Pearse Island in het noordoosten en Wales Island in het zuidwesten. In het noorden mondt ze uit op het Pearse Canal, in het zuiden op de Portland Inlet.
Het waterlichaam ligt in de mariene ecoregio Noord-Amerikaans Pacifisch Fjordland.